# Chorley (Alderley)
Pour les articles homonymes, voir Chorley.
 (mars 2025).
Si vous disposez d'ouvrages ou d'articles de référence ou si vous connaissez des sites web de qualité traitant du thème abordé ici, merci de compléter l'article en donnant les références utiles à sa vérifiabilité et en les liant à la section « Notes et références ».
Chorley est une localité anglaise située dans le comté de Cheshire.